# Nera Montoro
Nera Montoro è una frazione del comune di Narni, in provincia di Terni.
Il paese si articola in tre parti separate, a 115 m s.l.m., che totalizzano 271 abitanti (2022). Dalla fine del 1900 un nuovo villaggio è nato a nord, tanto che il primigenio nucleo svolge la funzione di centro storico.

## Storia
L'abitato di Nera Montoro nacque agli inizi degli anni '30 del XX secolo come villaggio aziendale per i dipendenti dello stabilimento elettrochimico della Terni Industrie Chimiche. La logica era quella di creare una unità lontana dalla città, in cui l'operaio (normalmente di estrazione agricola) avesse a disposizione un orto per integrare i propri redditi e potesse vivere in un ambiente salubre. Ne nacque una esperienza di città-giardino, rimasta sostanzialmente intatta.
Il paese venne finito di costruire nel 1931 e nel 1937 vi venne aggiunta la chiesa; dopo la II guerra mondiale venne parzialmente ricostruito.

## Economia e manifestazioni
Il paese nasce esclusivamente come quartiere ove alloggiano gli operai della allora Terni - Società per l'Industria e l'Elettricità. Lo stabilimento, aperto nel 1915, originariamente produceva clorato di sodio ed ammoniaca sintetica, ed ora di esso rimangono solo alcuni capannoni di buon valore archeologico-industriale .
Nel 2006 l'azienda è stata rilevata dalla norvegese Yara e sono nati dei timori riguardo alla possibilità di un ridimensionamento dello stabilimento, con conseguente ricaduta sull'occupazione locale .
Sempre nel 1915 venne anche realizzata una centrale elettrica, sulla sponda sinistra del Nera. L'impianto originario, realizzato in pietra, è stato ristrutturato più volte; essa è alimentata da due prese, una localizzata a Stifone e l'altra a Recentino .
Negli anni '70 gran parte degli stabilimenti chimici passa sotto la proprietà di Enichem.
Nella zona si trova anche una moderna centrale a cogenerazione (turbogas) che produce circa 50 MW di potenza elettrica .
Infine, da rilevare la presenza dell'unico stabilimento nazionale della Alcantara S.p.A., che produce l'omonimo materiale sintetico, molto usato nell'arredamento e nella tappezzeria.
Presente anche uno stabilimento della Bayer, che produce fogli in materiale plastico Makrolon.
A metà giugno vi si svolge la Sagra dei fiori di zucca.

## Sport

### Impianti sportivi
- Piscina comunale